# Balancine
Pour l’article homonyme, voir Balancine (aéronautique).

Dessin de balancine

Une balancine ou hale-haut est un cordage qui, sur un voilier, soutient un espar, en permettant d'en régler la hauteur : bôme ou tangon dans un gréement moderne, vergue dans un gréement carré. La balancine est fixée à l'extrémité de l'espar, passe dans une poulie située sur un point haut du mat puis revient en pied de mât ou dans le cockpit : c'est de cet endroit qu'elle est manœuvrée et attachée (frappée).

## La balancine de bôme
La balancine de bôme maintient la bôme en hauteur.  
En route, grand-voile gréée et établie, la balancine doit généralement être mollie : elle n'est raidie que pour creuser la voile par petit temps.
Lorsque la voile est affalée  ou durant une prise de ris, la balancine permet d'empêcher la bôme de tomber sur le pont. Au port ou au mouillage, la balancine est réglée pour que la bôme ne gêne pas l'équipage sur le pont. Elle peut trouver aussi son utilité en cas de rupture de drisse de grand-voile en remplaçant celle-ci.
Sur les voiliers modernes la balancine de bôme peut être remplacée par un hale-bas rigide qui soutient la bôme.

## La balancine de tangon
La balancine de tangon, permet de maintenir le tangon -  son extrémité située côté voile - à une hauteur donnée. Le réglage vers le bas est assuré par le hale-bas de tangon. La balancine est utilisée aux allures portantes à chaque fois que le tangon est nécessaire c’est-à-dire avec le spinnaker ou les autres voiles creuses lorsqu'il est nécessaire d'écarter le point d'écoute de l'axe du voilier.